# Lista de organizações intergovernamentais
Esta é uma lista de organizações intergovernamentais.

## Sistema ONU
- Departamento de Informação Pública (DPI)
- Programa Operacional de Aplicações via Satélite (UNOSAT)
- Fundo das Nações Unidas para Parcerias Internacionais (UNFIP)
- Instituto para Treinamento e Pesquisa das Nações Unidas (UNITAR)
- Escritório das Nações Unidas de Serviços para Projetos (UNOPS)
- Organização das Nações Unidas para o Desenvolvimento Industrial (UNIDO)
- Conferência das Nações Unidas sobre Comércio e Desenvolvimento (UNCTAD)
- Comissão das Nações Unidas para o Direito Comercial Internacional (CNUDCI)
- Grupo de Desenvolvimento das Nações Unidas (GDNU)
- Programa das Nações Unidas para o Desenvolvimento (PNUD)
- Instituto de Pesquisa das Nações Unidas para o Desenvolvimento Social (UNRISD)
- Organização Marítima Internacional (OMI)
- Organização Mundial de Turismo
- Organização Internacional do Trabalho
- Conselho de Direitos Humanos das Nações Unidas
- Escritório do Alto Comissário das Nações Unidas para os Direitos Humanos
- Fundo de População das Nações Unidas
- Alto Comissariado das Nações Unidas para os Refugiados
- Agência das Nações Unidas de Assistência aos Refugiados da Palestina no Próximo Oriente
- Programa das Nações Unidas para os Assentamentos Humanos
- Tribunal Especial para Serra Leoa
- Fundo das Nações Unidas para a Infância
- Fundo de Desenvolvimento das Nações Unidas para a mulher
- Organização da Aviação Civil Internacional
- União Internacional de Telecomunicações
- União Postal Universal
- Organização Meteorológica Mundial
- Agência Internacional de Energia Atómica
- UNAIDS
- Organização Mundial da Saúde
- Organização das Nações Unidas para a Educação, a Ciência e a Cultura (UNESCO)
- Escritório das Nações Unidas sobre Drogas e Crime
- Organização das Nações Unidas para a Alimentação e a Agricultura
- Programa Alimentar Mundial
- Painel Intergovernamental sobre Mudanças Climáticas
- Programa das Nações Unidas para o Meio Ambiente

## Sistema Bretton Woods
- Grupo Banco Mundial
  - Banco Mundial
    - Banco Internacional para Reconstrução e Desenvolvimento (BIRD)
    - Associação Internacional de Desenvolvimento (AID)

  - Sociedade Financeira Internacional (SFI)
  - Agência Multilateral de Garantia de Investimentos (MIGA)
  - Centro Internacional para Arbitragem de Disputas sobre Investimentos (CIADI)
- Fundo Monetário Internacional (FMI)

## Organizações regionais

### África
- União Africana
- Conseil de l'Entente

Diagrama de organizações africanas com seus países membros (em inglês).

- Comunidade Económica dos Estados da África Ocidental
- Comunidade da África Oriental
- Comunidade Económica dos Estados da África Ocidental
- Comunidade para o Desenvolvimento da África Austral
- Autoridade Intergovernamental para o Desenvolvimento
- União do Magrebe Árabe

### América

Diagrama de organizações americanas com seus países-membros.

- Organização dos Estados Americanos (OEA)
- União de Nações Sul-Americanas (UNASUL)
- Mercado Comum do Sul (MERCOSUL)
- Comunidade Andina (CAN)
- Comunidade do Caribe (CARICOM)
- Associação dos Estados do Caribe (AEC)
- Organização dos Estados do Caribe Oriental (OECO)
- Aliança Bolivariana para os Povos da Nossa América (ALBA)
- Comunidade de Estados Latino-Americanos e Caribenhos (CELAC)
- Sistema Econômico Latino-Americano e do Caribe (SELA)
- Sistema da Integração Centro-Americana (SICA)
  - Parlamento Centro-Americano (PARLACEN)
- Associação Latino-Americana de Integração (ALADI)

### Ásia
- Banco Asiático de Desenvolvimento

Diagrama de organizações asiáticas com seus países membros (em inglês).

- Associação de Nações do Sudeste Asiático
- Cúpula do Leste Asiático
- Plano Colombo
- Associação Sul-Asiática para a Cooperação Regional
- Conselho de Cooperação do Golfo

### Europa
- União Europeia
- Conselho da Europa
- Comunidade Energética
- Eurocontrol
- Fundação Europeia da Ciência

Diagrama de organizações europeias com seus países membros (em espanhol).

Diagrama de organizações europeias de defesa com seus países membros (em inglês).

- Associação Europeia de Livre Comércio
- Grupo dos Nove (G9)
- Eiroforum
  - Organização Europeia para a Pesquisa Nuclear
  - Acordo Europeu do Desenvolvimento da Fusão
  - Laboratório Europeu de Biologia Molecular
  - Agência Espacial Europeia
  - Observatório Europeu do Sul
  - European Synchrotron Radiation Facility
  - Instituto Laue-Langevin
- Institut de radioastronomie millimétrique
- Benelux
- Comissão de Helsinque
- União Econômica Belgo-Luxemburguesa
- Conselho Britânico-Irlandês
- Conselho Nórdico
- Banco Nórdico de Investimento
- Grupo de Visegrád (V4)
- Cooperação Europeia em Ciência e Tecnologia
- Comunidade para a Democracia e o Direito das Nações